# Бал-Кан-Кан
Бал-Кан-Кан је филм македонско-италијанске копродукције из 2005. године, сценариста и режисер филма је Дарко Митревски. Осим у Македонији приказиван је и у Русији, Енглеској, Шпанији, Турској, Грчкој, Украјини, Бугарској, и у свим државама бивше СФРЈ.

## Кратак садржај
Педесетих година 20. века, у Македонији која је тада била део Титове Југославије, живела су два добра пријатеља и побратима Витомир и Серафим. Ове две највеће фаце у граду су делиле и ризик и зараду јер су шверцовали робу из капиталистичког запада у социјалистички исток. Једног дана њихов рад је засметао крвавом криминалцу, шефу подземља кога се сви плаше, Шефкету Рамаданију. Он им је понудио комбинацију која је деловала јако примамљиво како би се обогатили преко ноћи. Када су већ били у акцији схватили су да је све то намештаљка, али касно, Серафима је милиција ухватила док је Витомир ускочио у Јадранско море и успео да побегне у Италију и као политички емигрант добије име Вито Џеновезе . После много година, на самрти стари Вито признаје свом сину Сантину да се каје што је оставио побратима да умре у затвору, и тражи од њега ако икада син од његовог побратима буде у невољи да му се нађе и помогне. Сантино је штавише заборавио на то обећање оцу, све док му једног дана није зазвонио телефон. Био је то Трендафил, Серафимов син који је био у невољи и била му је потребна помоћ. Цео филм прати низ трагикомичних сцена двојице свеже упознатих побратима.

## Улоге
| Глумац             | Улога                |
| ------------------ | -------------------- |
| Владо Јовановски   | Трендафил Каранфилов |
| Адолфо Маргиота    | Сантино Џеновезе     |
| Звезда Ангеловска  | Ружа Каранфилова     |
| Бранко Ђурић Ђуро  | Шефкет Рамадани      |
| Сека Саблић        | Баба Зумбула         |
| Тони Михајловски   | Џанго Сапун          |
| Миодраг Кривокапић | Веселин Кабадајић    |
| Петар Божовић      | Саво Црногорац       |
| Дејан Аћимовић     | Мате Пркачин         |
| Никола Којо        | Осман Ризванбеговић  |
| Емил Рубен         | Др. Сафарафов        |

## Занимљивости
У филму је оживљен лик Шефкета Рамаданија, који се претходно 1987. године јавља у песми Бос или Хаџија сарајевског рок бенда Забрањено пушење. И у песми и у филму он изговара исту реченицу: Пос'о је добар, а пара лака!